# Szczytkowice
Szczytkowice – wieś w Polsce, położona 5 km na północ od Trzebnicy, wzdłuż drogi powiatowej nr 1400D w województwie dolnośląskim, w powiecie trzebnickim, w gminie Trzebnica.

## Podział administracyjny
W latach 1975–1998 miejscowość administracyjnie należała do województwa wrocławskiego.

## Nazwa
Nazwa pochodzi od słowa szczyt i wywodzi się od nazwiska z XI wieku Szczytko nadawanej ludności służebnej zajmującej się szczytnictwem - wytwarzaniem tarcz o charakterystycznych "szczytach".. Końcówka "ice" lub jej staropolska starsza wersja ("icze") charakterystyczna jest dla słowiańskich nazw patronimicznych wywodzących się od patronów rodu.
Polską nazwę Szczytkowice oraz zgermanizowaną Schickwitz wymienia w 1896 roku śląski pisarz Konstanty Damrot w książce o nazewnictwie miejscowym na Śląsku. Damrot w swojej książce wymienia również nazwy zanotowane w dokumentach historycznych z: 1203 r. Stotkovichi, 1236 r. Schitkowicze, 1355 r. Czitkowicz oraz 1465 r. Schetkowitze.

## Historia
Pierwsze wzmianki Szczytkowicach pochodzą z XII wieku. Miejscowość ta miała należeć do Piotra Włostowica pierwszego udokumentowanego historycznie dziedzica Trzebnicy. W roku 1266 Szczytkowice wymieniane są jako własność klasztoru trzebnickiego.